# Jardinière

## Définition
Une jardinière est un pot de fleurs, souvent longitudinal, peut être placé devant une fenêtre, sur un balcon, un mur, un muret, dans un jardin, une cour, ou encore sur un balcon.
Elle peut contenir des plantes de toutes sortes, qu'elles soient médicinales, consommables ou juste esthétiques.
Ce pot peut également servir de décoration pour un espace extérieur, il peut être sous plein de formes différentes, on parle alors de jardinière sur pieds, de balconnière, mais une jardinière peut également être verticale, suspendue, elle peut même avoir un treillage. En bref, il existe nombre de différentes jardinières, donc chacun peut trouver celle qui lui correspond.

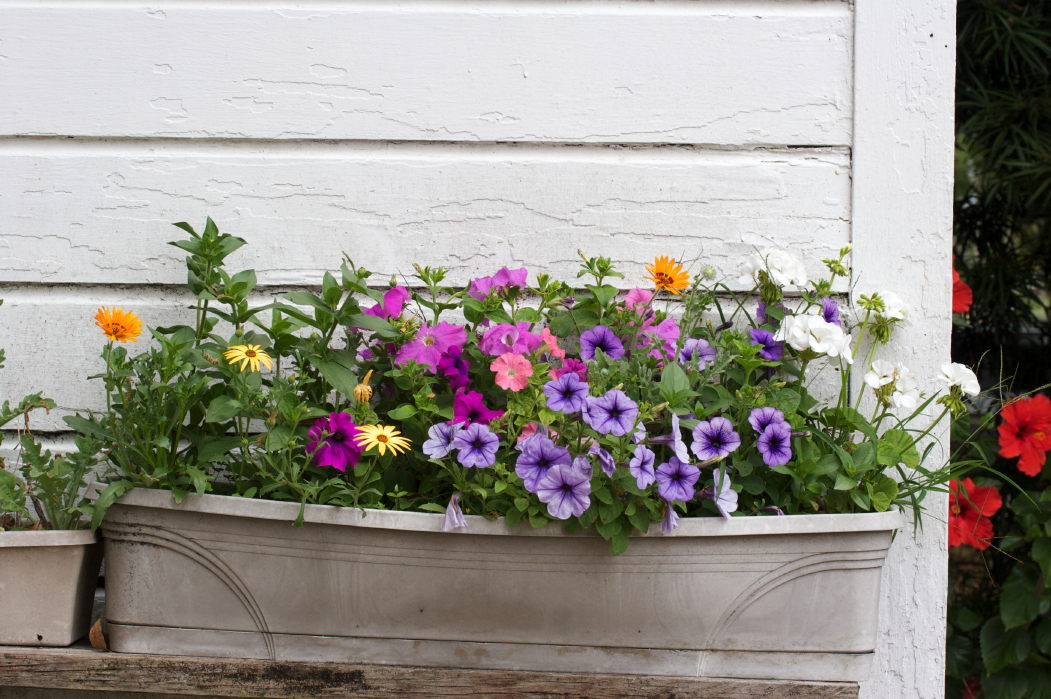
Jardinière traditionnelle.

## Réalisation
Une jardinière est facilement réalisable à la maison, avec quelques matériaux de récupération. Par exemple, elle peut être faite avec des planches en bois, des palettes, même des gouttières.

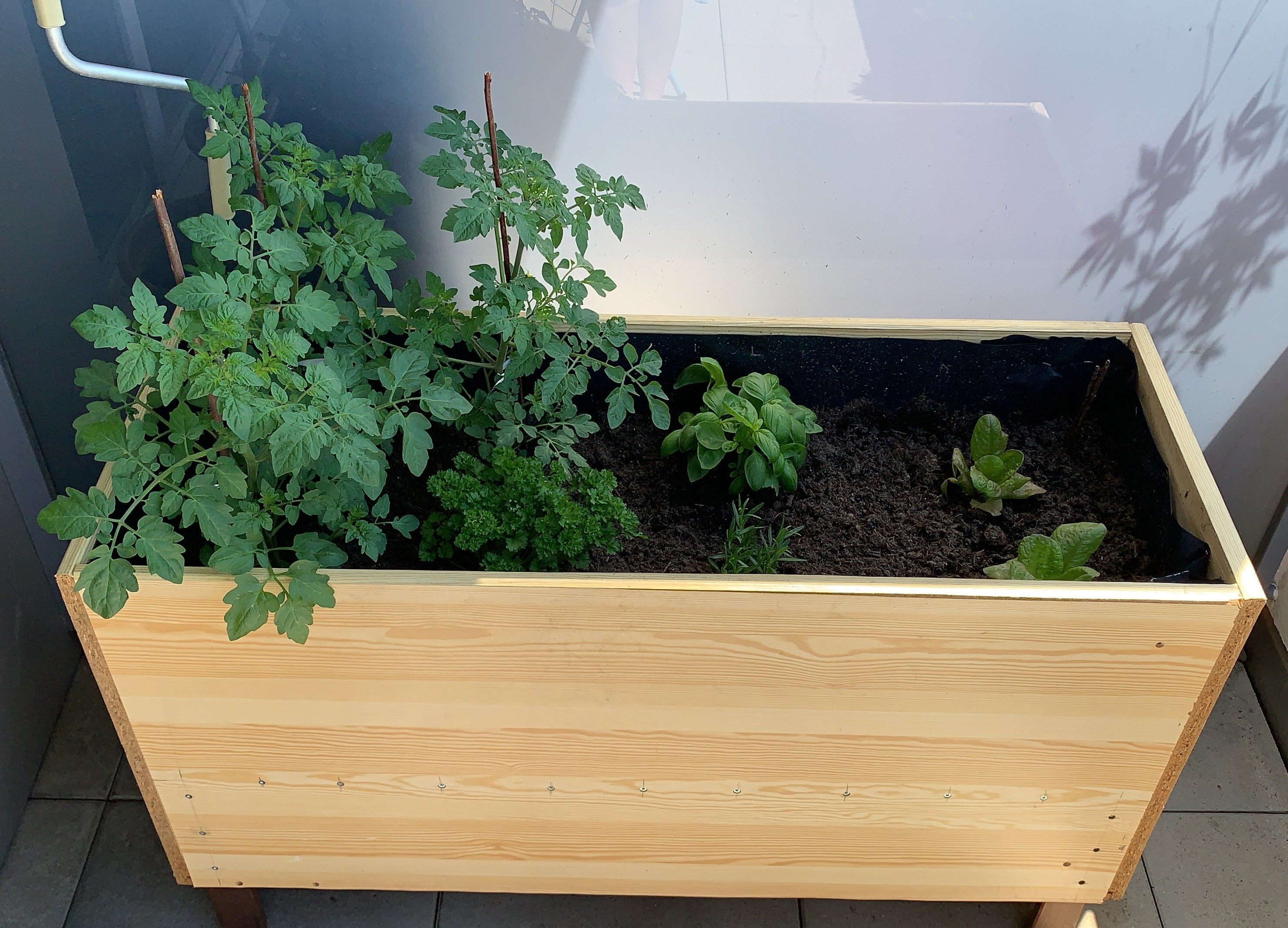
Jardinière réalisée avec du bois de récupération.

## Utilisation
Une jardinière est facile à utiliser. Il suffit de mettre de la terre à l'intérieur du pot et d'y planter des graines ou des racines. Finalement, il n'y a plus qu'à arroser les plantes de temps en temps.